# كاثرين شميت
كاثرين شميت (بالإنجليزية: Katherine Schmidt)‏ هي فنانة ورسامة أمريكية، ولدت في 6 فبراير 1899 في زينيا في الولايات المتحدة، وتوفيت في 18 أبريل 1978 في ساراسوتا في الولايات المتحدة.